# 乌尔舒拉·凯兰
乌尔舒拉·凯兰（波蘭語：Urszula Kielan，1960年10月10日—），波兰女子田径运动员，主攻跳高。她曾代表波兰参加1980年夏季奥林匹克运动会田径比赛，获得女子跳高银牌。